# ミナミミヤコドリ
ミナミミヤコドリ （学名：Haematopus finschi）は、チドリ目ミヤコドリ科に分類される鳥類の一種。

## 分布
ニュージーランド

## 形態
特徴は写真参照。

## 生態
水際にて、主に軟体動物等の無脊椎動物を捕食する。

## 絶滅危惧評価
- LEAST CONCERN (IUCN Red List Ver. 3.1 (2001))
[2]

## 参照・注釈
1. ↑  BirdLife International (2019). “Haematopus finschi”. IUCN Red List of Threatened Species 2019:  e.T22693632A155215731. doi:10.2305/IUCN.UK.2019-3.RLTS.T22693632A155215731.en 2021年11月11日閲覧。.
2. ↑  Haematopus finschi  (Species Factsheet by BirdLife International)